# 松谷誠
松谷 誠（まつたに せい、1903年〈明治36年〉1月13日 - 1998年〈平成10年〉10月7日）は、日本の陸軍軍人、陸上自衛官。最終階級は陸軍大佐、陸将。旧姓は奥泉。

## 経歴

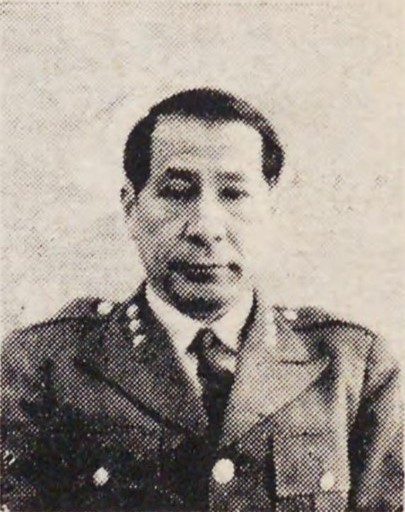
陸上自衛隊時代の松谷誠

石川県金沢市小立野出羽町で商業・奥泉嘉太郎の五男として誕生し、松谷覃思（ふかし、福井県出身、陸軍主計官）の養子となる。金沢第二中学校卒を経て、1923年7月、陸軍士官学校第35期を315名中で3番の成績で卒業、同年10月、工兵少尉に任官し工兵第16大隊付となる。1926年12月、陸軍砲工学校高等科を優等で卒業。1931年11月、陸軍大学校第43期を卒業した。以後、工兵第16大隊中隊長、陸軍技術本部付兼陸軍省軍務局軍事課課員、駐英大使館付武官補佐官、参謀本部部員、陸軍兵器本廠付兼陸軍省軍務局軍事課課員、兼陸軍大学校兵学教官、支那派遣軍参謀などを歴任。1942年8月、陸軍大佐に昇進。以後、参謀本部戦争指導課長（大本営第15課長）、大本営第20班長、支那派遣軍参謀、杉山元陸軍大臣秘書官、阿南惟幾陸相秘書官、技術院参議官兼綜合計画局参事官・鈴木貫太郎総理大臣秘書官兼陸軍省軍務局御用掛などを務め、終戦を迎えた。
戦後は公職追放となり、その後は警察予備隊、保安隊を経て陸上自衛隊に入隊。1953年2月1日、保安監補に任命され保安大学校幹事（1953.2.1 - 1953.8.15）、保安研修所副所長（1953.7.16 - 1954.6.30）を歴任。1954年7月1日、陸上自衛隊発足と同時に陸将に任命され第4管区総監（1954.7.1 - 1955.11.16）、西部方面総監（1955.12.1 - 1957.8.1）、北部方面総監（1957.8.2 - 1960.7.31）、陸上幕僚監部付を歴任し、1960年12月31日に退官した。

## 終戦工作
主戦派が主流の陸軍の中で、1943年3月陸軍参謀本部戦争指導課課長となる。以降杉山参謀総長は早期講和についての研究を松谷に進めさせるなどし、早期講和派の支援を行っている。
松谷は種村佐孝などの部下とともに密かに終戦工作を行うが、特に酒井鎬次中将と結び工作を行っている。1944年2月に参謀総長が杉山から東條英機に代わっても工作は密かに行われ、酒井を通じて直接近衛文麿や岡田啓介のグループなどと折衝を行っている。また、松谷は同年6月には海軍の高松宮宣仁親王や外務省の加瀬俊一と会談を行っている。
6月23日には松谷は直接上司である参謀本部第一部長真田穣一郎少将と参謀次長秦彦三郎中将にソ連を仲介とする終戦工作を行うべきであると意見し、説得工作を行った。その際、戦況が最悪の場合は和平の条件は国体護持のみとの意見もいっている。これに対し真田部長は松谷の提案に同意したが、秦次長からは東條総長と後宮淳参謀次長にはまだ意見しない方がいいといわれた。しかし、松谷は東條総長と後宮次長にも説得工作を行うが後宮は何の反応もなく、東條は実に嫌な顔をして何も意見を述べなかった。
この頃、松谷は陸軍省軍務局長佐藤賢了少将の自宅を何度も訪問し、終戦工作を試みている。
ただ、東條の元には松谷や酒井の動きが憲兵を通じて入っており、ついに激怒した東條から松谷は7月3日に支那派遣軍参謀に左遷させられた。また、もともと予備役で招集されていた酒井も招集を解除された。工作は班長となった種村が引き続いて行っている。ただし、松谷自身は東條への報告と突然の転属との間に、なんら関係はないと思っている。
7月にサイパン島が陥落すると東條内閣は崩壊し、東條は失脚した。それに伴って松谷は11月に杉山陸軍大臣の秘書官として中央に復帰し、再び工作を始め、海軍の高木惣吉少将、外務省の加瀬俊一、宮中の松平康昌と連絡を取り合った。 
1945年4月に陸軍大臣となった阿南惟幾により鈴木貫太郎首相秘書官となった。同月、「終戦処理案」をまとめ、鈴木総理に改めてソ連の和平仲介による早期講和を主張した。「スターリンは（…）人情の機微に即せる左翼運動の正道に立っており、したがって恐らくソ連はわれに対し国体を破壊し赤化せんとする如きは考えざらん。ソ連の民族政策は寛容のものなり。右は白黄色人種の中間的存在としてスラブ民族特有のものにして、スラブ民族は人種的偏見少なし。されば、その民族政策は民族の自決と固有文化とを尊重し、内容的にはこれを共産主義化せんとするにあり。よってソ連は、わが国体と赤とは絶対に相容れざるものとは考えざらん。（…）戦後、わが経済形態は表面上不可避的に社会主義的方向を辿るべく、この点より見るも対ソ接近可能ならん。米の企図する日本政治の民主主義化よりも、ソ連流の人民政府組織の方が、将来日本的政治への復帰の萌芽を残し得るならん」などと、日本が共産化しても天皇制は維持できるとの見方を示し、戦後はソ連流の共産主義国家を目指すべきだとしていた。
5月には阿南大臣の説得にあたり、異存なしと同意を得ている。

## 戦後構想
松谷は、戦中から戦後初期において自らの業務のために、官僚や学者などの部外専門家を集めてブレーングループ（松谷グループ）を組織して、情勢判断と対策案の作成を行っていた。1946年1月に松谷グループは、「戦後処理における調査研究」（中央/終戦処理/二四一）として、「建国綱領（案）」という文書を作成していた。
「ポツダム宣言ヲ人民ノ名ニヨリ実施スル精神ニ於テ新日本建国ノ大綱ヲ宣言ス」という文言から始まるこの文書には、戦後日本の在り様として、戦争放棄・非武装中立が謳われているほか、天皇制については「民主集中ノ象徴者、民族文化ノ保持者トシテノ天皇制ノ維持」と記載されており、「象徴」天皇制を想定していた。素案は政治学者の矢部貞治元東京帝国大学教授が作成し、松谷らが討議して完成させたと考えられている。
松谷らは「建国綱領（案）」を、国内体制を整備し、国民の「訓政」を実施するための基準（憲法）として、天皇の名で発布し、成案は日本共産党を含めた全国規模の人民代表会議に諮問し決定することを想定していたという。

## 栄典
- 1973年（昭和48年）4月29日： 勲二等瑞宝章受章[22]
- 1998年（平成10年）10月7日：逝去、叙・従四位[23]

## 著作
- 『革命の戦争史的考察』〈時事新書〉時事通信社、1968年。
- 『新版 大東亜戦収拾の真相』芙蓉書房、1984年（初版1980年）。